# Souvenirs dangereux
Souvenirs dangereux (France) Le(s) plus beau(x) voyage(s) (Québec) (Dangerous Curves) ou  est le 5e épisode de la saison 20 de la série télévisée d'animation Les Simpson.

## Synopsis
Alors que les Simpson sont partis en vacances dans un chalet en forêt, ils se remémorent certains moments de leur vie. On découvre ainsi Homer et Marge peu de temps avant leur mariage lors de la première rencontre avec les Flanders, alors que Ned insistait pour qu'ils dorment dans des chambres séparées. Ils se souviennent également de la fois où ils se sont fait courtiser au point qu'ils ont failli se quitter. Bart et Lisa se souviennent enfin de leur jeune enfance...